# Yvonne De Carlo
Yvonne De Carlo, egentligen Margaret Yvonne Middleton, född 1 september 1922 i Vancouver i British Columbia, död 8 januari 2007 i Woodland Hills i Los Angeles, var en kanadensisk-amerikansk skådespelare, dansare och sångare. 
De Carlo fick sin genombrott i Salome, danserskan (1945), filmens publicitet och framgång gjorde henne till stjärna. Vilket framöver gav henne huvudroller i överdådiga Technicolorfilmer, däribland Västerns vilda ros (1945), Sången om Scheherazade (1947) och Slavflickan (1947). Då hon tröttnade på att typecastas i roller som exotiska kvinnor, blev hennes första dramatiska roller som femme fatales i två film noir-klassiker, Med våldets rätt (1947) och På liv och död (1949), båda mot Burt Lancaster. Dessa kom att bli två av De Carlos mest uppmärksammade roller.
Yvonne De Carlo medverkade även i de brittiska komedierna Hotel Sahara (1951) och Kaptens paradis (1953). Hennes karriär nådde sin topp när den framstående producenten och regissören Cecil B. DeMille erbjöd henne rollen som Moses fru, Sephora, hennes mest prominenta roll i hans episka bibliska film De tio budorden (1956). Hennes framgång fortsatte med huvudrollerna i filmer som Flame of the Islands (1956), En djävulsk plan (1956), Slavhandlaren (1957) och Svärdet och korset (1958), där hon gestaltade Maria Magdalena.

## Biografi
Yvonne De Carlo uppträdde som sångare och dansare på nattklubbar och på scen före filmdebuten 1942. Efter några mindre roller i bland annat thrillern Inringad!, erhöll hon 1945 huvudrollen i filmen Salome, danserskan och medverkade sedan i en rad filmer av "Tusen och en natt"-typen som exotisk fresterska. Hon var även populär som hjältinna i westerns och visade sig också ha talang för komedier.
De Carlo hade en av de mer framträdande rollerna, som Sephora i Cecil B. DeMilles De tio budorden (1956). För rollen som Anna Dundee i thrillern På liv och död från 1949, rankas hon som en av de främsta femme fatale-artisterna under film noir- och neo noir-eran.

## Filmografi i urval
- 1942 – Två glada sjömän i Marocko
- 1943 – Klockan klämtar för dig
- 1945 – Salome, danserskan
- 1947 – Med våldets rätt
- 1948 – Casbah, den förbjudna staden
- 1948 – Svarte ryttaren
- 1949 – På liv och död
- 1951 – Hotel Sahara
- 1952 – Shanghajad i Frisco
- 1953 – Fort Algiersgen
- 1953 – Smugglarskeppet
- 1953 – Kaptens paradis
- 1954 – Bortom lagens gränser
- 1956 – De tio budorden
- 1956 – Flame of the Islands
- 1958 – Svärdet och korset
- 1959 – Bröderna Cartwright (TV-serie)
- 1963 – Burke's Law (TV-serie)
- 1964 – The Greatest Show on Earth (TV-serie)
- 1964–1966 – The Munsters (TV-serie)
- 1968 – Psyko-Killer
- 1970 – Utan förbarmande
- 1977 – Rötter (TV-serie)
- 1978–1979 – Fantasy Island (TV-serie)
- 1985 – Mord och inga visor (TV-serie)
- 1993 – Röster från andra sidan graven (TV-serie)